# Kokilla

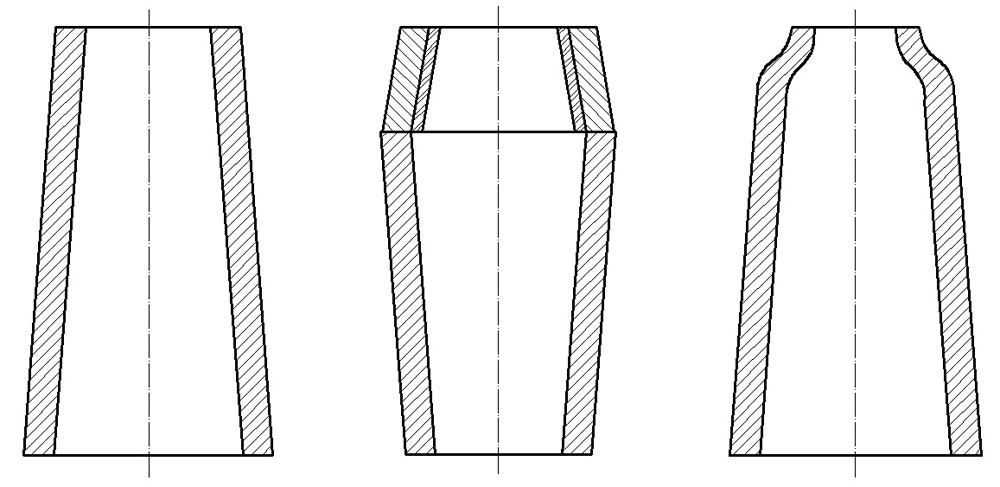
Kokillatípusok acéltuskó öntéséhez

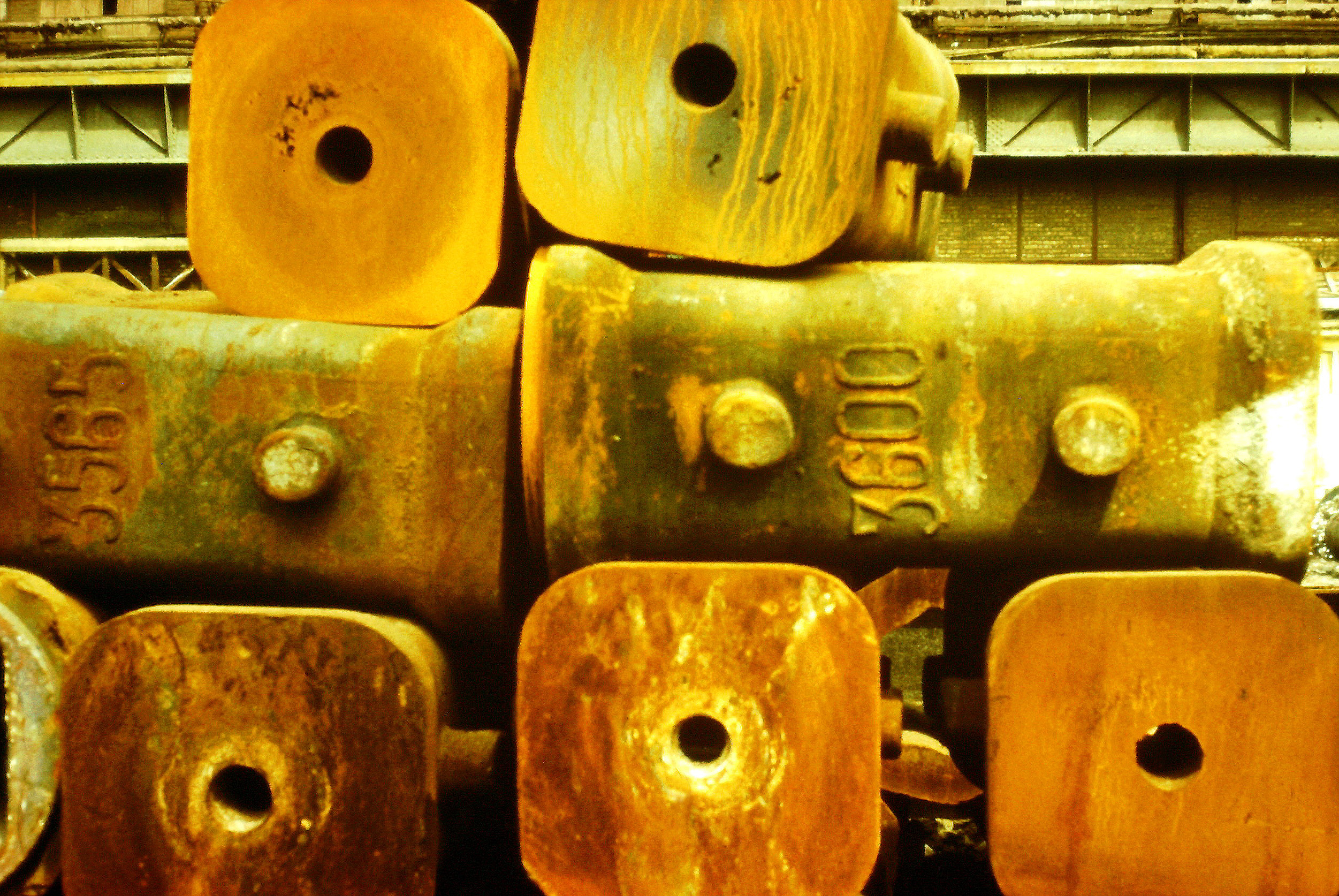
Kokillák Diósgyőrben (1977)

A kokilla (a francia coquille szóból) a kohászatban használatos, fémből készült eszköz, öntőforma, amely a folyékony fém leöntésére és kristályosítására szolgál.
A kokillákat alapvetően kétféle célra használják:
- A metallurgiai módszerekkel előállított vagy csak felolvasztott fémet, fémötvözetet tovább-feldolgozás (például képlékeny alakítás, forgácsolás stb.) céljára öntik le. Ilyenkor a fémet általában nagy méretű, négy- vagy többszög-, esetleg körszelvényű, egyrészes (osztás nélküli) kokillába öntik, amelyből a tuskót vagy brammát (régebbi szóhasználattal öntecset, ingotot) megszilárdulás után kihúzzák, vagy a kokillát húzzák le róla. Alakja lehet felfelé szűkülő vagy bővülő. Acélgyártáskor a kokilla anyaga általában öntöttvas, ritkán acél. Az acél kokillába öntése mára gyakorlatilag csak a kovácsolás céljára készített, nagyobb méretű tuskók esetén maradt meg, a folyékony acél túlnyomó részét folyamatos öntéssel dolgozzák fel.
- A formaöntészetben alakos termékek (öntvények) előállítására, az adott darab negatívját tartalmazó, általában két- vagy többrészes fémkokillákat használnak. Az öntészeti kokillaöntést a hagyományos gravitációs öntésben is használják, de elterjedtebben a kiszorításos és a nyomásos öntésben. Anyaga többnyire acél.